# Sittenberg (Gemeinde Klein Sankt Paul)
Sittenberg ist eine Ortschaft in der Gemeinde Klein St. Paul im Bezirk Sankt Veit an der Glan in Kärnten (Österreich). Die Ortschaft hat 48 Einwohner (Stand 1. Jänner 2024).

## Lage
Die Ortschaft liegt rechtsseitig im Görtschitztal, am westlichen Rand der Gemeinde Klein Sankt Paul, auf dem Gebiet der Katastralgemeinde Sittenberg. Sie erstreckt sich über eine Nord-Süd-Ausdehnung von etwa 3 ½ Kilometern.

## Geschichte
Um 1300 wird Sikenberge genannt, was Berg des Siggo (Sigmund) bedeutet. Auf dem Gebiet der Steuergemeinde Sittenberg gelegen, gehörte der Ort Sittenberg in der ersten Hälfte des 19. Jahrhunderts zum Steuerbezirk Eberstein. Seit Gründung der Ortsgemeinden Mitte des 19. Jahrhunderts gehört die Ortschaft zur Gemeinde Klein Sankt Paul.
Der Ort ist in den letzten Jahrzehnten stark von Land- und Höhenflucht betroffen und hat heute nicht einmal mehr ein Zehntel der Einwohnerzahl von vor 100 Jahren.

## Bevölkerungsentwicklung
Für die Ortschaft zählte man folgende Einwohnerzahlen:
- 1849: 128 Einwohner.
- 1869: 21 Häuser, 191 Einwohner[3]
- 1880: 18 Häuser, 167 Einwohner[4]
- 1890: 17 Häuser, 126 Einwohner[5]
- 1900: 20 Häuser, 146 Einwohner[6]
- 1910: 20 Häuser, 245 Einwohner[7]
- 1923: 26 Häuser, 489 Einwohner[8]
- 1934: 405 Einwohner[9]
- 1961: 28 Häuser, 287 Einwohner[10]
- 2001: 31 Gebäude (davon 24 mit Hauptwohnsitz) mit 36 Wohnungen; 104 Einwohner und 11 Nebenwohnsitzfälle; 35 Haushalte; 2 Arbeitsstätten, 11 land- und forstwirtschaftliche Betriebe[11]
- 2011: 27 Gebäude, 81 Einwohner, 30 Haushalte, 4 Arbeitsstätten[12]
- 2021: 21 Gebäude, 44 Einwohner, 22 Haushalte, 10 Arbeitsstätten[13]

## Ortschaftsbestandteile
Die Ortschaft besteht aus den vier Siedlungen Sittenberg, Pemberg, Schetschich und Wittwa.

### Sittenberg im engeren Sinn
Die Streusiedlung liegt südlich von Klein Sankt Paul, am rechtsseitigen Hang des Görtschitztals.
- 1900: 12 Häuser, 81 Einwohner[6]
- 1910: 12 Häuser, 151 Einwohner[7]
- 1923: 19 Häuser, 421 Einwohner[8]
- 1961: 20 Häuser, 202 Einwohner[10]

### Pemberg
Als Ortschaftsbestandteil Pemberg wurde der Hof Pemberger (im Franziszeischen Kataster Premberger bzw. Promberger; doch soll sich der Ortsname von einem Personennamen ableiten: urkundlich Pennberch = Berg des Penno) geführt. Der Hof liegt nordwestlich von Klein Sankt Paul, etwa 200 Höhenmeter oberhalb der Görtschitz, heute unmittelbar an der Gemeindegrenze zu Kappel am Krappfeld. 1931 wurden westlich des Hofs Reste eines großen römischen Landsitzes entdeckt.
- 1900: 1 Haus, 25 Einwohner[6]
- 1910: 1 Haus, 41 Einwohner[7]
- 1923: 1 Haus, 26 Einwohner[8]
- 1961: 1 Haus, 49 Einwohner[10]

### Schetschich
Als Ortschaftsbestandteil Schetschich (im Franziszeischen Kataster noch Schretschich geschrieben; heute auch Schretzich) wurde ein Weiler rechts der Görtschitz, knapp südlich von Klein Sankt Paul, geführt.
- 1900: 4 Häuser, 16 Einwohner[6]
- 1910: 4 Häuser, 29 Einwohner[7]
- 1923: 3 Häuser, 21 Einwohner[8]
- 1961: 5 Häuser, 29 Einwohner[10]

### Wittwa
Wittwa (der Ortsname leitet sich von Wittwau = Witwenau ab) liegt etwa 2 Kilometer südlich von Klein Sankt Paul, etwa 300 Höhenmeter oberhalb der Görtschitz, unmittelbar an der Gemeindegrenze zu Kappel am Krappfeld.
- 1900: 3 Häuser, 24 Einwohner[6]
- 1910: 3 Häuser, 24 Einwohner[7]
- 1923: 3 Häuser, 21 Einwohner[8]
- 1961: 2 Häuser, 7 Einwohner[10]